# Spirit familiar

The Love Potion de Evelyn de Morgan: o vrăjitoare cu familiarul, o pisică neagră, la picioarele ei

În superstițiile engleze din epoca modernă timpurie, un spirit familiar, imp, sau familiar (din cuvântul din engleza medievală familiar - legat de familie) este un spirit în formă de animal de casă care servește la magie, protejează de spirite rele, sau alte fapte legate de vrăjitorie. Se credea că familiarii pot să își ajute stăpânii să își vrăjească dușmanii, și erau în același timp servitori, spioni sau companioni. În plus, se spunea că aceste spirite inspirau și artiștii și scriitorii, similar cu muzele. 
Familiarii sunt considerați o caracteristică definitorie a practicilor magice engleze din perioada modernă timpurie.

## Familiarii în mitologia europeană și britanică
Familiarii sunt întâlniți des în mitologia Europei de Vest, existând astăzi academicieni ce argumentează că aceștia au fost prezenți doar în tradițiile Marei Britanii și Franței. În aceste zone se crede că au existat trei categorii de familiari:
- familiari umani, răspândiți prin Europa de Vest;
- animale divine, găsite prin Marea Britanie și Franța;
- animale malefice, găsite numai prin Grecia.

## Câinele Prințului Rupert

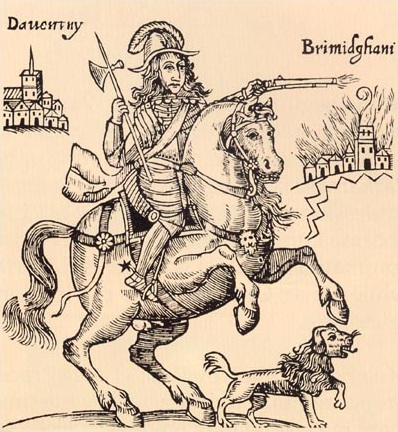
Prinţul Rupert şi câinele său „familiar” într-un pamflet intitulat The Cruel Practices of Prince Rupert (1643)

În timpul Războiului Civil Englez, regalistul general Prinț Rupert avea obiceiul de a-și lua câinele său, pudelul numit Boye, cu el în luptă. Pe durata răzoiului, câinele era temut de către forțele parlamentare și i s-au atribuit forțe paranormale, evident considerat un tip de familiar. La sfârșitul războiului câinele a fost împușcat, probabil cu un glonț de argint.